# Heartbeeps
Heartbeeps è un film del 1981 diretto da Allan Arkush. È una commedia fantascientifica interpretata da Andy Kaufman.